# Zlobice (přírodní památka)
Zlobice je přírodní památka jižně od obce Malhostovice v okrese Brno-venkov. Jižně od přírodní památky se nachází přírodní rezervace Obůrky-Třeštěnec. Chráněné území se překrývá se stejnojmennou Evropsky významnou lokalitou. Důvodem ochrany jsou širokolisté suché trávníky, teplomilné doubravy, hercynské dubohabřiny a lesní lemy. Větší část těchto biotopů je degradovaná zarůstáním a nevhodným lesním hospodařením v minulosti, většina dříve uváděných silně ohrožených druhů včetně lýkovce vonného (Daphne cneorum) z lokality buď již vymizela, nebo přežívá ve slabých zbytkových populacích.